# والریا کوبلووا
والریا کوبلووا (روسی: Валерия Сергеевна Коблова؛ زادهٔ ۹ اکتبر ۱۹۹۲) کشتی‌گیر اهل روسیه است.
وی در مسابقات کشوری و بین‌المللی در مجموع برندهٔ ۱ مدال طلا، ۳ مدال نقره شده‌است. وی سابقه حضور در المپیک ۲۰۲۰ توکیو را دارد.